# Séquia Monar
|  | No s'ha de confondre amb Rec Monar. |

La séquia Monar (o rec Monar, no confondre amb l'homònima a Girona) és la xarxa hidràulica construïda i modificada al llarg dels segles per fer arribar l'aigua als conreus, als molins i a les fàbriques del riu Ripoll al terme de Sabadell. És, doncs, un conjunt de séquies. El nom prové de la paraula moliner en llatí. Després de les riuades de 1962, la major part es feu malbé i entrà en un procés de degradació irreversible. Ara, els pocs trams que en resten són aprofitats pels hortolans del riu.
L'origen d'aquesta séquia es troba en les comunitats pageses que treballaven i vivien al riu, que construïren les primeres infraestructures hidràuliques. A partir del segle xi, el monestir de Sant Llorenç del Munt i altres senyors feudals hi imposaren el seu domini i per això durant anys s'ha pensat que la séquia Monar era obra d'aquests monjos, però en realitat era més antiga.
Durant molts anys cada molí o cada dos molins tingueren una resclosa i una séquia pròpies. Però els diferents trams es van anar unint. Avui, al Ripoll sabadellenc, encara podem parlar de tres séquies ben diferenciades, concretament les que s'iniciaven al Rieral, sota el molí d'en Mornau i sota el molí de l'Amat.
En els trams més escarpats, l'aigua es conduïa per galeries subterrànies, excavades al terreny. Reben el nom de mines i tenen uns 60 cm d'amplada i 2 m d'altura. Disposen de pous de ventilació o espiralls. Per tal de netejar els llims i la brossa del fons de la séquia, regularment hi ha petites comportes, anomenades bagants o trestelladors. També són freqüents les galeries secundàries.
Al llarg dels segles, l'ús de la séquia Monar s'ha adaptat a les necessitats dels habitants del riu. Inicialment l'aigua movia els rodets dels molins fariners i regava les hortes veïnes. En l'edat moderna, els batans i molins paperers van anar prenent terreny als molins fariners. Les transformacions industrials dels segles xviii i xix feren modificar notòriament les velles i antiquades séquies del Ripoll.
La séquia Monar encara té trams útils i visibles al seu pas per Sant Feliu del Racó, uns quilòmetres curs amunt de Sabadell. Aquest tram figura en l'Inventari del Patrimoni Històric, Arquitectònic i Ambiental de Castellar del Vallès.

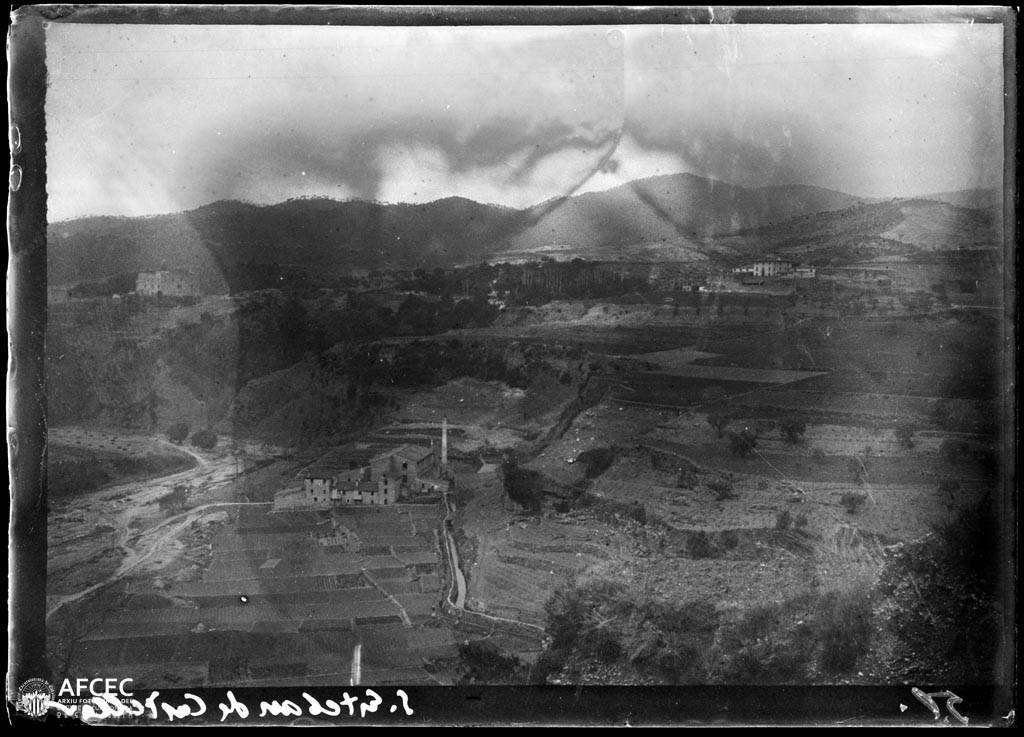
Vista general de la vall del Ripoll a Castellar del Vallès. Una séquia d'alimentació entra a la fàbrica (centre de la imatge)